# Kakosmia
Kakosmia (ang. cacosmia) – spontaniczne, napadowe odczuwanie zwykle nieprzyjemnych, nieraz odrażających zapachów, mających swoje rzeczywiste źródło lub nie. Odczucia węchowe powstają przy podrażnieniu opuszki węchowej, ciała migdałowatego lub haka hipokampa. Mogą występować jako aura napadu padaczkowego (napady hakowe), co wskazuje na umiejscowienie ogniska padaczkowego w przednim i podstawnym obszarze płata skroniowego.